# Estación Rafael Castillo
Rafael Castillo es una estación ferroviaria ubicada en la localidad homónima, en La Matanza, provincia de Buenos Aires, Argentina.

## Historia
Para 1908 ya estaban tendidas las vías por la zona donde se establecería la estación, y al año siguiente comenzaron a pasar formaciones.
El abogado y político Rafael Castillo comenzó a gestionar en 1909 el establecimiento de un poblado en terrenos de su propiedad en el partido de La Matanza. Además, Castillo donó tierras para el establecimiento de una estación del Ferrocarril Midland. Castillo, en tanto propietario, tuvo que subdividir las tierras de su posesión para que se pueda construir la estación, como requería la compañía. Entre 1908 y 1910 se construyó la estación.
Se ha mencionado el 15 de mayo de 1911 como fecha de inauguración de la estación, sin embargo no hay fuentes que lo corroboren. El primer viaje a la estación fue el 24 de abril de 1910, de acuerdo con el boleto en poder de la familia Toledo.
La construcción original de la estación tiene características similares a la de Isidro Casanova, ya que fueron hechas por los mismos constructores. Ambas son construcciones de ladrillo a la vista, con techo a dos aguas, y con los sanitarios separados del edificio principal.
Desde sus inicios, el ferrocarril era de una sola trocha. Rafael Castillo era una de las estaciones en las que se podían realizar las maniobras para la circulación de los trenes en ambos sentidos por la única vía. La segunda vía recién fue establecida en la década de 1950.

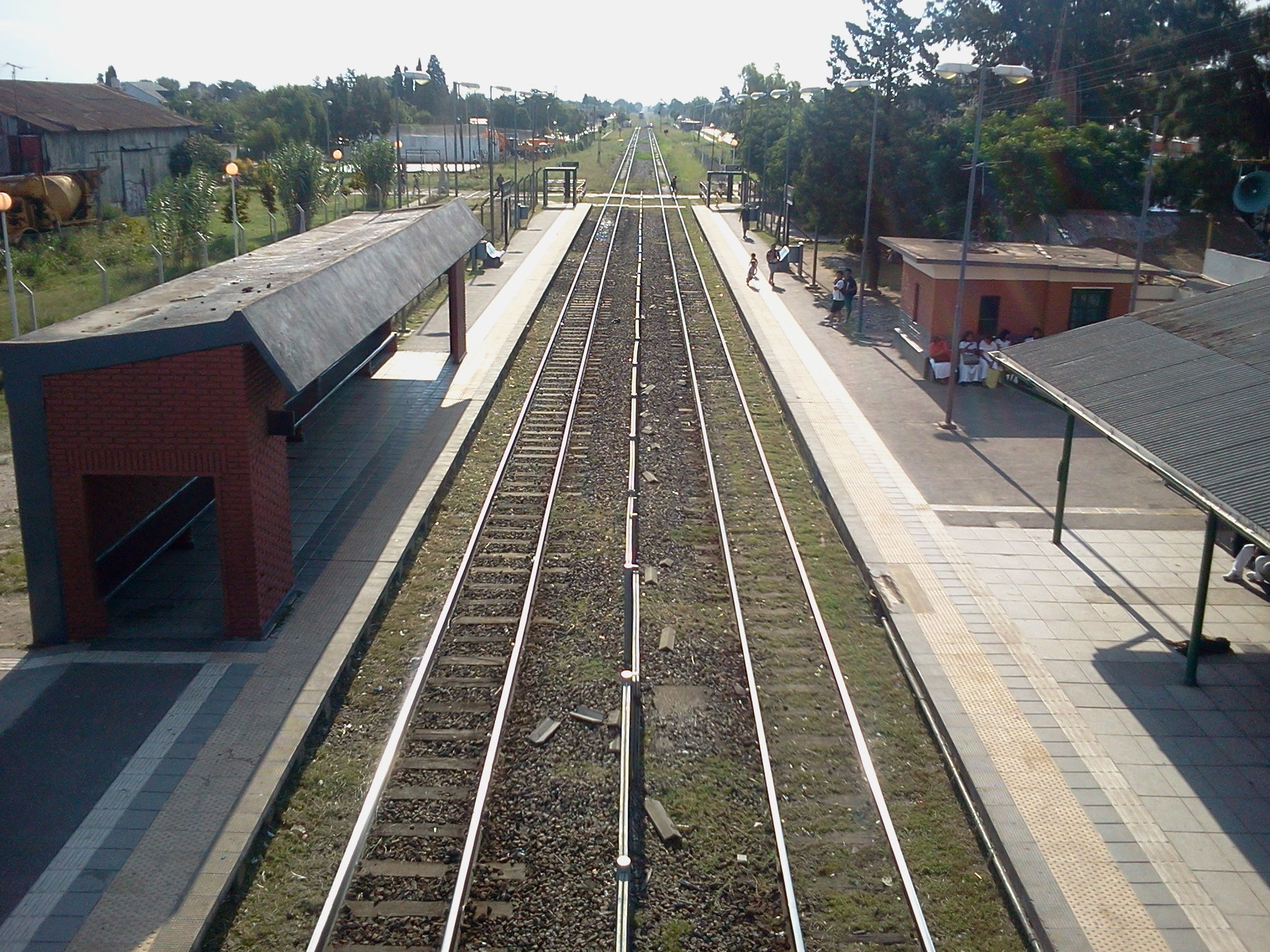
Andenes de la estación en 2013, previo a las remodelaciones de los años siguientes.

En años recientes, la estación fue objeto de una profunda renovación, finalizada hacia 2017.

## Ubicación
La estación se encuentra en el centro comercial de la ciudad de Rafael Castillo, a 200 m de la avenida Carlos Casares, denominación que recibe en el partido de La Matanza la ruta provincial 17.

## Servicios
La estación opera dentro de la línea Belgrano Sur, en el ramal que conecta la estación Tapiales con Marinos del Crucero General Belgrano. La línea Belgrano Sur es una de las líneas suburbanas de Buenos Aires y forma parte a nivel nacional del Ferrocarril General Belgrano de la red ferroviaria argentina.
Desde 2018, la estación también fue parada del servicio que unía las estaciones Libertad y Kilómetro 12 (virtualmente suspendido a 2021).